# Base não nucleofílica
Uma base não nucleofílica  é uma base orgânica de elevada basicidade, mas ao mesmo tempo pouco nucleofílica. Na reação termodinâmica de controle, uma molécula dadora de elétrons comporta-se de modo nucleófilo, e na reação cinética de controlo, o dador de electrões atrai um próton.